# 541132 Лелеакугонуа
541132 Лелеакугонуа (541132 Leleākūhonua), тимчасове позначення 2015 TG387 (прозваний Гобліном) — транснептуновий об'єкт, седноїд. На ≈99 % своєї орбіти об'єкт надто слабкий, щоб його побачити. Виявлення було зроблено за допомогою японського 8-метрового телескопа Subaru, розташованого на спокійному вулкані Мауна-Кеа на Гаваях. Телескоп є єдиним у світі, який може створювати глибокі зображення, здатні зондувати зовнішні області Сонячної системи, а також мати досить широке поле зору, щоб виявляти рідкісні об'єкти.